# Anaglyptus thibetanus
Anaglyptus thibetanus là một loài bọ cánh cứng trong họ Cerambycidae.